# Filmtheater 't Hoogt
Filmtheater 't Hoogt of Theater 't Hoogt kortweg 't Hoogt was een filmtheater en podium in de Nederlandse stad Utrecht. Het theater was gelegen in het stadscentrum in de straat het Hoogt en bestond uit zeven monumentale panden.
De panden werden begin jaren 1970 gerestaureerd door het Utrechts Monumentenfonds. 't Hoogt opende in 1973 in de gerestaureerde panden en was daarmee het eerste filmhuis in Nederland. Huub Bals, voormalig medewerker van de Utrechtse bioscoop Wolff Camera, werd bij de start aangesteld als directeur. Hij werd in 1980 opgevolgd door Henk Camping. In 2012 volgde Friederieke Weisner, die als opdracht had meegekregen om 't Hoogt samen met de Bibliotheek naar een nieuw te bouwen cultuurcentrum (Bieb++) aan het Smakkelaarsveld te brengen, maar dat plan werd door de gemeenteraad weggestemd. In maart 2016 werd Rianne Brouwers directeur van 't Hoogt.
Er waren twee filmzalen en een theaterzaal. Het podium werd een half jaar na de filmactiviteiten geopend op 20 juni 1973. Qua faciliteiten bleek dit zowel voor de gebruikers als de toeschouwers een ongemakkelijk theater. Eind 1991 verloor Theater 't Hoogt de gemeentelijke subsidie en sloot in 1992. Otto Valkman was de laatste programmeur/ directeur. De theaterzaal werd vervolgens een derde filmzaal.
Op 30 december 2018 sloot Filmtheater 't Hoogt na 46 jaar zijn deuren, omdat de eigenaar besloot de panden om te laten bouwen tot appartementen. De organisatie ging verder onder de naam Hoogt on Tour, met filmvertoningen op diverse locaties in Utrecht, ter overbrugging van het gereedkomen van een nieuwe locatie elders in de stad. Die locatie zou vanaf 2023 het voormalige Central Studios aan de Gietijzerstraat worden onder de noemer De Machinerie. Maar wegens kostenoverschrijding is het project voortijdig gestaakt. De verbouwing van de oude locatie tot appartementen ging overigens niet door en begin 2020 tekenden eigenaar Utrechts Monumentenfonds en filmmaker Jos Stelling een overeenkomst om een nieuw filmtheater te vestigen in de lege gebouwen. In 2022 werd dit Slachtstraat Filmtheater geopend.
't Hoogt draaide deels op vrijwilligers. Het filmtheater telde in totaal 212 zitplaatsen verdeeld over drie filmzalen. Er werden zowel 35mm- als gedigitaliseerde films vertoond. Aan 't Hoogt was tevens een café verbonden.